# Буцаев, Дэниэл Вячеславович
Дэниэл Вячеславович Буцаев (род. 9 февраля 2001, Гранд-Рапидс, Мичиган) — российский хоккеист, нападающий.

## Биография
Сын хоккеиста и тренера Вячеслава Буцаева. Родился в США, где играл отец, с трёх лет стал жить в России, в пять лет пошёл в школу ЦСКА. Дебютировал в МХЛ в сезоне-2018/19 в составе МХК «Динамо» Москва. Сезон 2019/20 провёл в нижнекамском «Реакторе», в следующем — сыграл 44 матча за «Нефтехимик» в КХЛ и 6 за «Реактор».
В июле 2021 года заключил пробный контракт с ХК «Сочи», но 17 августа заключил однолетний двусторонний контракт с московским «Спартаком». Провёл пять матчей за фарм-клуб воскресенский «Химик» в ВХЛ и 1 ноября перешёл в «Рубин». С июля 2022 года находился на просмотре в «Витязе» и 1 сентября подписал с клубом соглашение. Провёл 24 матча в КХЛ и 6 — в ВХЛ за «Рязань-ВДВ». 22 мая 2023 года заключил однолетний контракт с «Адмиралом», но 2 августа соглашение было расторгнуто. 6 сентября перешёл в красноярский «Сокол», однако пропустил сезон по состоянию здоровья. В апреле 2024 года был на просмотре в «Ладе», 22 июля вернулся в «Рязань-ВДВ».